# Sigmoria austrimontis
Sigmoria austrimontis är en mångfotingart som först beskrevs av Shelley 1981.  Sigmoria austrimontis ingår i släktet Sigmoria och familjen Xystodesmidae. Inga underarter finns listade i Catalogue of Life.